# Municipio de Athens (condado de Harrison)
El municipio de Athens (en inglés: Athens Township) es un municipio ubicado en el condado de Harrison en el estado estadounidense de Ohio. En el año 2010 tenía una población de 505 habitantes y una densidad poblacional de 7,66 personas por km².

## Geografía
El municipio de Athens se encuentra ubicado en las coordenadas 40°11′58″N 81°0′41″O / 40.19944, -81.01139. Según la Oficina del Censo de los Estados Unidos, el municipio tiene una superficie total de 65.93 km², de la cual 65,02 km² corresponden a tierra firme y (1,39 %) 0,91 km² es agua.

## Demografía
Según el censo de 2010, había 505 personas residiendo en el municipio de Athens. La densidad de población era de 7,66 hab./km². De los 505 habitantes, el municipio de Athens estaba compuesto por el 99,21 % blancos, el 0,2 % eran afroamericanos y el 0,59 % eran de una mezcla de razas. Del total de la población el 0 % eran hispanos o latinos de cualquier raza.